# Монтевельо
Монтевельо (итал. Monteveglio) — упразднённая коммуна в Италии, расположена в области Эмилия-Романья, подчиняется административному центру Болонья.
Население коммуны, на 31.12.2013 года, составляло 5334 человека, плотность населения — 163,78 чел./км². Коммуна занимала площадь 32,57 км². 
Почтовый индекс — 40050. Телефонный код — 051.

## История
Коммуна Монтевельо была упразднена 1 января 2014 года, с целью создания новой коммуны Вальсамоджа. Она была создана путём объединения соседних муниципалитетов Монтевельо, Кастелло-ди-Серравале, Бадзано, Савиньо и Креспеллано.